# آریل گرازیانی
آریل گرازیانی (انگلیسی: Ariel Graziani؛ زادهٔ ۷ ژوئن ۱۹۷۱) بازیکن فوتبال اهل آرژانتین است.
از باشگاه‌هایی که در آن بازی کرده‌است می‌توان به باشگاه ورزشی بارسلونا، باشگاه فوتبال ال‌دی‌یو کیتو، باشگاه فوتبال لانوس، باشگاه فوتبال سن‌خوزه ارث‌کوئیکز، باشگاه فوتبال نیولز اولد بویز، اف‌سی دالاس، و نیوانگلند رولوشن اشاره کرد.
وی همچنین در تیم ملی فوتبال اکوادور بازی کرده‌است.